# Égide Van Broekhoven
Égide Van Broeckhoven (en néerlandais Egied Van Broeckhoven), né le 22 décembre 1933  à Anvers (Belgique) et mort (accidentellement) le 28 décembre 1967 à Cureghem-Anderlecht (Bruxelles), est un prêtre jésuite belge. Prêtre ouvrier il est surtout connu pour son journal intime « d'un jésuite en usine » qui révèle l’âme d’un mystique.  

## Biographie
Né le 22 décembre 1933 à Anvers, Égide perd sa mère six jours plus tard. Il est éduqué par une tante et son mari. En 1950, à 17 ans, il entre au noviciat de la Compagnie de Jésus à Tronchiennes. Du journal spirituel qu’il écrit à partir de 1958 on sait qu’il a considéré un moment entrer chez les chartreux. 
Au cours de sa formation religieuse, il fait la philologie classique et obtient le diplôme de « licencié » en 1959 (Université de Louvain). Ses études de théologie achevée, il est ordonné prêtre (en 1964). 
Après la Seconde Guerre mondiale, l’engament de prêtres catholiques comme ‘ouvriers’, pour mieux partager la difficile condition ouvrière, prend de l’ampleur. Pie XII y met fin en 1954, mais le mouvement reprend à la suite du concile Vatican II, avec l'approbation de Paul VI. Égide Van Broekhoven opte pour cette forme d’engagement apostolique. Avec deux confrères jésuites dont Hugo Carmeliet, il s’installe dans un quartier populaire de Cureghem (Anderlecht) et est engagé comme manutentionnaire dans une aciérie.  
Le travail est dur. En hiver, il doit manier de grandes plaques d’acier allant d’un mètre et demi à six mètres. Le 28 décembre 1967, un accident se produit : la rupture d’un pilier entraine la chute de nombreuses plaques. Le père Égide est écrasé par plusieurs tonnes d’acier. Sa mort est instantanée.

## Écrits
Égide Van Broeckhoven ne s’est jamais considéré comme écrivain. Cependant, après sa mort on découvrit un ensemble de 26 cahiers de ‘notes intimes’ (1640 pages) qui révélèrent un homme d’extraordinaire profondeur spirituelle et mystique. Ces cahiers suscitent un grand intérêt. Des thèmes récurrents y surgissent : l’expérience profonde de Dieu et surtout l’amitié comme mode de vie apostolique dans le monde. Il y est inspiré par les grands mystiques brabançons Hadewijch d'Anvers et Jan Van Ruysbroeck et le contemporain père Pierre Teilhard de Chardin. 
En 1971 une partie de ses notes spirituelles est publiée, en néerlandais (6 cahiers sur les 26), sous le titre de Dagboek van de vriendschap. Le livre est immédiatement traduit en allemand et italien (1972), en espagnol (1973), portugais (1975), français (1976), anglais (1977) suédois (1979) et même indonésien.  
- Présentation et traduction française par Georges Neefs: Journal spirituel d’un jésuite en usine, Paris, Desclée  de Brouwer, 1976, 388 pp. (Collection Christus N°43.

## Reconnaissance publique
- Fin 2017, une nouvelle école ouverte par des Jésuites flamands à Molenbeek-Saint-Jean (Bruxelles) a été appelée Egied Van Broeckhovenschool.